# 美智也まつりライブ
「美智也まつりライブ」は、1984年にリリースされた三橋美智也のライブ・アルバム。1973年「あつい円熟」以来のライブ・アルバムで、1983年10月28日に東京郵便貯金会館で行われた歌謡生活30周年記念のリサイタルライブを収録した作品。

## 収録曲

### 第1面
1. 祭り獅子（オープニング）
  - 作詞:高橋掬太郎／作曲:細川潤一
2. おんな船頭唄
  - 作詞:藤間哲郎／作曲:山口俊郎
3. 君は海鳥渡り鳥
  - 作詞:矢野亮／作曲:真木陽
4. あの娘が泣いてる波止場
  - 作詞:高野公男／作曲:船村徹
5. リンゴ村から
  - 作詞:矢野亮／作曲:林伊佐緒
6. リンゴ花咲く故郷へ
  - 作詞:矢野亮／作曲:林伊佐緒
7. おさげと花と地蔵さんと
  - 作詞:東條寿三郎／作曲:細川潤一
8. 達者でナ
  - 作詞:横井弘／作曲:中野忠晴
9. 哀愁列車
  - 作詞:横井弘／作曲:鎌多俊与
10. センチメンタルトーキョー
  - 作詞:東條寿三郎／作曲:佐伯としを
11. おさらば東京
  - 作詞:横井弘／作曲:中野忠晴
12. 赤い夕陽の故郷
  - 作詞:横井弘／作曲:中野忠晴
13. 岩手の和尚さん
  - 作詞:矢野亮／作曲:吉田矢健治
14. 石狩川悲歌
  - 作詞:高橋掬太郎／作曲:江口浩司
15. 星屑の町
  - 作詞:東條寿三郎／作曲:安部芳明

### 第2面
1. 越後絶唱
  - 作詞:横井弘／作曲:桜田誠一／編曲:丸山雅仁
2. 十六夜だより
  - 作詞・作曲:小椋佳／編曲:斉藤恒夫
3. 古城
  - 作詞:高橋掬太郎／作曲:細川潤一
4. 武田節
  - 作詞:米山愛紫／作曲:明本京静
5. 江差追分（前唄）
6. 津軽じょんがら節（三味線演奏）
7. 新相馬節
8. 北海盆唄（フィナーレ）